# Romolo Marcellini
Romolo Marcellini (* 6. Oktober 1910 in Montecosaro; † 3. Juni 1999 in Civitanova Marche) war ein italienischer Filmregisseur und Drehbuchautor.

## Leben
Marcellini schloss ein Studium der Wirtschaftswissenschaften ab und arbeitete zunächst als Journalist. 1934 schrieb er sein erstes Drehbuch; nach Arbeiten für Dokumentarstreifen, die ihn auch nach Afrika führten, wurde er bereits 1937 als Regieassistent für Carmine Gallones Karthagos Fall tätig und drehte einige Szenen, so die Schlachtenszene, selbst. Sein Dokumentarfilm Die großen Spiele über die Olympischen Spiele 1960 in Rom  wurde 1962 für den Oscar nominiert. Neben seinen Spielfilmen, die oftmals dokumentarische Elemente bargen, war er bis ins hohe Alter als Kurzfilmregisseur tätig.

## Filmografie (Auswahl)
- 1934: Stadio – Drehbuch
- 1937: Karthagos Fall (Scipione l'Africano) – Regieassistenz
- 1937: Sentinelle di bronzo
- 1939: Grano fra due battaglie
- 1939: La conquista dell'aria
- 1940: L'uomo della legione
- 1940: I pirati del golfo
- 1942: M.A.S.
- 1943: Inviati speciali
- 1948: Krieg dem Kriege! (Guerra alla guerra)
- 1951: Fünf Mädchen und ein Mann (A Tale of Five Cities) (Episode: Rom)
- 1953: Dieci anni della nostra vita (Dokumentarfilm)
- 1955: Der Rommelschatz (Il tesoro di Rommel)
- 1957: Die Verlobten des Todes (I fidanzati della morte)
- 1959: Viele Gesichter hat die Liebe (Le orientali)
- 1961: Die großen Spiele (La grande olimpiade) (Dokumentarfilm)
- 1963: Zwei Italiener sehen die UdSSR (Russia sotto inchiesta) (Dokumentarfilm) (Co-Regie)
- 1963: Die Tabus der Welt (I tabù) (Dokumentarfilm)
- 1965: I tabù n. 2 (Dokumentarfilm)
- 1969: Nell'anno della luna
- 1980: Racconti dei cinque cerchi